# Hexalobus bussei
Espèce
Synonymes
- Hexalobus megalophyllus Engl. & Diels[1]

Hexalobus bussei, également connue le nom Hexalobus megalophyllus Engl. & Diels, est une espèce de plantes à fleurs de la famille des Annonaceae et du genre Hexalobus. C'est un arbrisseau endémique du Cameroun. Il a été décrit par Friedrich Ludwig Diels. 

## Étymologie
Son épithète spécifique bussei rend hommage au botaniste et explorateur allemand Walter Carl Otto Busse.

## Description
C'est un arbrisseau à feuilles persistantes pouvant mesurer 20-30 cm de hauteur.

## Répartition et habitat
La plante est principalement connue dans le sud du Cameroun, aux environs de Kribi et Bipindi, principalement dans les forêts tropicales, forêts fluviales, vers 200 m. d'altitude.